# RAF Fylingdales
RAF Fylingdales est une base de la Royal Air Force sur Snod Hill, dans les North York Moors, en Angleterre. Sa devise est « Vigilamus » (traduit par « Nous regardons »). C'est une base radar qui fait également partie du système d'alerte précoce aux missiles balistiques (BMEWS). Dans le cadre d'accords de partage de renseignements entre les États-Unis et le Royaume-Uni (accord UKUSA), les données collectées à la RAF Fylingdales sont partagées entre les deux pays. Son but premier est de donner aux gouvernements britannique et américain une mise en garde contre une attaque de missiles balistiques imminente (une partie de la soi-disant alerte de quatre minutes pendant la guerre froide). Un rôle secondaire est la détection et le suivi des objets en orbite; Fylingdales fait partie du réseau de surveillance spatiale des États-Unis. Outre ses fonctions d’alerte rapide et de suivi de l’espace, Fylingdales remplit une troisième fonction : le service d’alerte par satellite pour le Royaume-Uni. Il suit la trace des satellites d’espionnage utilisés par d’autres pays, de sorte que les activités secrètes au Royaume-Uni puissent être menées quand elles ne sont pas inopportunes. Les forces armées, les fabricants de défense et les organismes de recherche, y compris les universités, profitent de ce site,.

## Opérations

### BMEWS
Bien que la station radar reste un actif britannique exploité et commandé par la Royal Air Force et depuis sa création le 1er avril 2021 sous la responsabilité du United Kingdom Space Command (en), elle constitue également l’une des trois stations du réseau américain BMEWS (les États-Unis financent également le coût des unités radar). Les deux autres stations du réseau sont la base aérienne de Thule, au Groenland, et la station de la Clear Space Force, en Alaska. Les données obtenues par Fylingdales sont partagées entièrement et librement avec les États-Unis, où elles alimentent le Commandement de la défense aérospatiale nord-américaine des États-Unis et du Canada situé sur la base aérienne de Peterson, à Colorado Springs. À cette fin, un officier de liaison des forces aériennes des États-Unis est stationné sur la base.
Le gouvernement britannique a annoncé en mars 2018 qu'au début de ce mois, moins de cinq militaires américains et dix entrepreneurs américains travaillaient sur la station.

### Systèmes
Les radars primaires de Fylingdales RAF sont des radars multiéléments actifs à balayage électronique (AESA), montés sur chaque face d’un tétraèdre tronqué, généralement appelé «pyramide» ou SSPAR (Solid State Phased Array Radar System (en)). Cela rend Fylingdales unique parmi ses pairs dans la mesure où il couvre 360 degrés. Chacune des trois matrices mesure environ 25 mètres et contient environ 2560 modules de transmission / réception; la puissance moyenne est d'environ 2,5 MW, avec une plage de suivi d'environ 5 500 kilomètres.

### Controverse
Les fonctions de la RAF Fylingdales ont fait l’objet de critiques de la part de groupes d’opposition, tels que la Campagne pour le désarmement nucléaire (CND), ce qui a parfois provoqué des manifestations. Celles-ci proviennent de préoccupations concernant l'association de la base à la guerre nucléaire et à la militarisation de l'espace. Ils s'opposent à ce que le Royaume-Uni aide le programme américain de défense antimissile (NMD) avec la capacité de RAF Fylingdales à détecter les attaques, affirmant qu'il déstabilise les relations américaines et européennes avec la Russie. Le faisceau radar a suscité de graves préoccupations quant aux risques de rayonnement dus aux fuites des parois des faisceaux, les «lobes latéraux». Bien que les niveaux de rayonnement se situent dans les limites du Royaume-Uni (NRPB), il serait plus difficile pour la base de rester dans les limites plus strictes de l'UE (INIRPB), que le Royaume-Uni pourrait bientôt adopter.
Le ministère de la Défense (MoD) défend l'utilisation et le rôle de l'installation, soulignant le fait que la base agit dans le cadre de la contribution du Royaume-Uni à la lutte contre une menace militaire. Le ministère de la défense déclare que, même si l’attaque par missiles balistiques est une menace mineure, cela pourrait changer à long terme si des ennemis encore inconnus développent des missiles pour surmonter de grandes distances et frapper le Royaume-Uni.
Une autre station de la RAF, RAF Menwith Hill, est également située dans le Yorkshire et a un accord étroit avec les États-Unis. Elle a également fait l’objet de protestations.

Couverture des systèmes PAVE PAWS et BMEWS

## Historique

### Guerre Froide

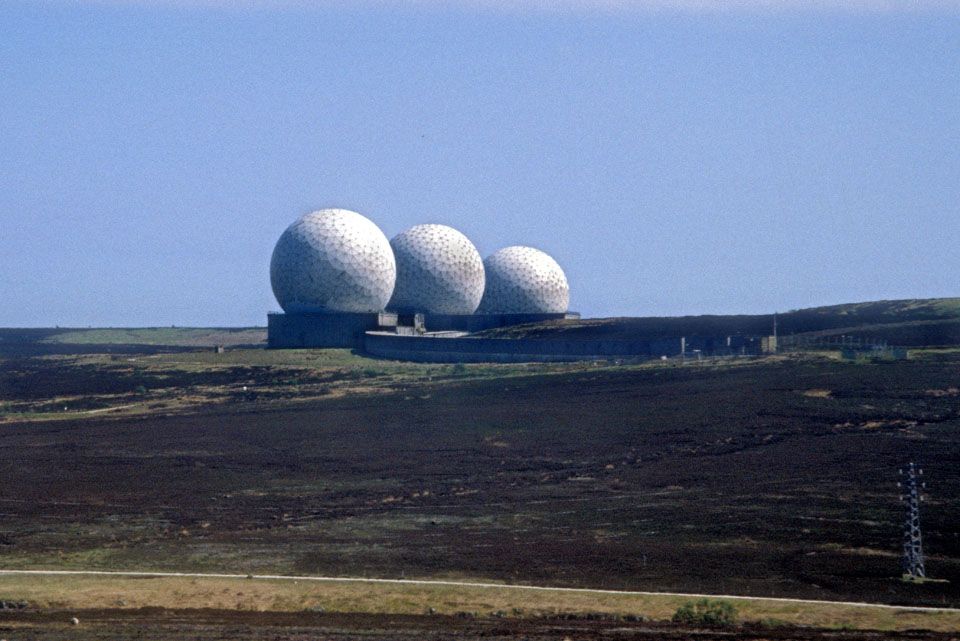
Les radômes de Fylingdales en 1986

Mise en service le 17 septembre 1963,, la station est située sur une ancienne zone de mortier de Snod Hill, zone qui a dû être complètement déminée par la RAF avant que la construction ne commence,. La station a été construite par la Radio Corporation of America (RCA) en 1962 et a été entretenue par RCA (Grande-Bretagne), maintenant Serco Group plc. La base était à l'origine constituée de trois «balles de golf» (radômes) de 40 mètres de diamètre contenant un radar à guidage mécanique. Elle est devenue par la suite une attraction touristique locale. Des excursions en autocar à destination de la ville côtière voisine de Whitby passaient devant le site, les conducteurs allumaient généralement la radio au moment de leur passage à proximité du site, permettant ainsi aux passagers d’écouter les interférences causées par les radars.
Entre aout 1989 et octobre 1992, Raytheon, une entreprise américaine de défense, a conclu un contrat en vertu duquel les dômes ont été remplacés par la structure actuelle du tétraèdre («pyramide»), abritant le AN/FPS-126, un radar multiéléments AESA. Le site se trouve à 250 mètres au-dessus du niveau de la mer et la structure a neuf étages de hauteur et s'élève à environ 36 mètres de hauteur,.

### Craintes pour la santé
En juin 2003, des inquiétudes ont surgi au niveau local sur le fait que RAF Fylingdales émettait des émissions nocives, après la découverte d’un cluster de cancer autour d’une installation radar similaire à Cape Cod aux États-Unis. Un rapport écrit par l'agence de santé locale a conclu qu’il n’existait aucun lien entre la RAF et les taux de cancer locaux, ni aucun risque anormal, les taux de cancer dans la région immédiate s’étant avérés normaux. Un rapport de 2003 du Ministère de la défense sur l’impact de la modernisation du radar de la base de Fylingdales a réaffirmé que la base était conforme aux directives sanitaires et qu’elle le resterait.

### Défense nationale contre les missiles

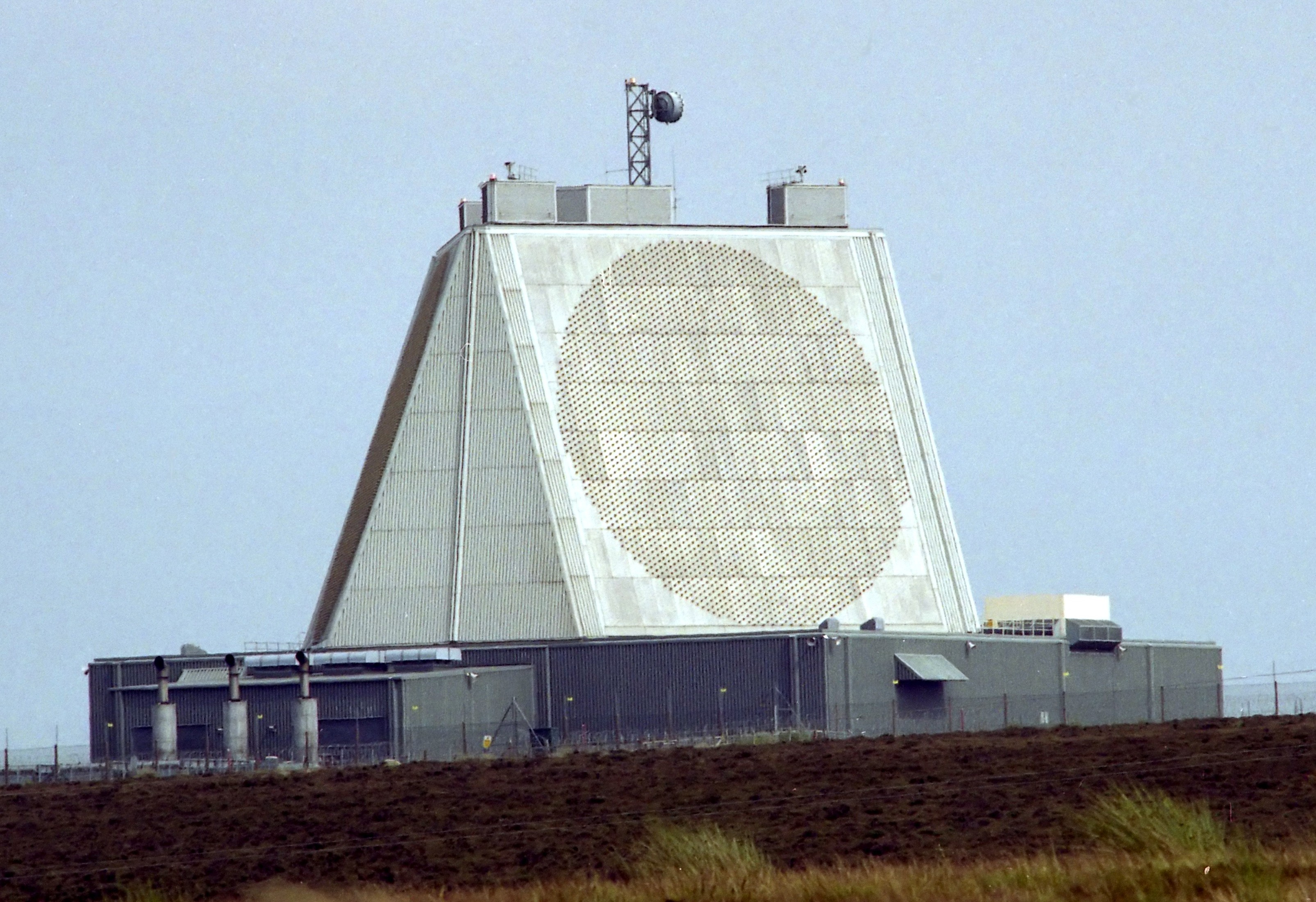
Le radar actuel de Fylingdales

À la fin des années 1990, les États-Unis ont décidé de mener à bien un plan national de défense antimissile et la FAR Fylingdales a fait l'objet d'une nouvelle publicité attrayante. Pour améliorer ses capacités de suivi (pour les lancements en provenance d’Afrique et du Moyen-Orient), les États-Unis souhaitaient utiliser Fylingdales dans le cadre de son réseau NMD. Après avoir reçu une demande officielle des États-Unis, le gouvernement britannique a accepté d'utiliser le site dans ce cadre à partir de 2003 .
Environ 449 millions de livres ont été investis pour que la RAF Fylingdales devienne une installation de suivi NMD, rénovation menée par Boeing avec Raytheon comme principal sous-traitant. Le programme eu pour but de remplacer de nombreux systèmes internes - ordinateurs, écrans, etc. - pour améliorer la précision de la résolution et du suivi. Aucune modification externe n'a été apportée et aucune augmentation de puissance n'eut lieu.
Selon la BBC, The Independent a rapporté que le gouvernement britannique avait secrètement accepté la demande des États-Unis de mettre en place des intercepteurs de missiles NMD à Fylingdales à la fin de 2004. Le ministère de la Défense l’a par la suite refusé.